# 5222 Joffe
5222 Joffe (mednarodno ime 5222 Ioffe) je  asteroid tipa B v glavnem asteroidnem pasu.
Pripada družini asteroidov Palas. 

## Odkritje
Asteroid je odkril astronom Nikolaj Stepanovič Černih 11. oktobra 1980 v kraju Naučnij na Krimu v Ukrajini. Imenuje se po ruskem fiziku Abrahamu Fjodoroviču Joffeju.

## Značilnosti
Asteroid Ioffe obkroži Sonce v 4,62 letih. Njegova tirnica ima izsrednost 0,145, nagnjena pa je za 34,57° proti ekliptiki. Njegov premer je 21,92 km .